# Sarah Corrigan
Sarah Corrigan, née en 1980, est une arbitre internationale australienne de rugby à XV. Elle est la première femme à avoir arbitré, en 2007, une rencontre internationale masculine.

## Biographie
Sarah Corrigan arbitre sa première rencontre en 1998[réf. souhaitée] et progresse rapidement dans sa pratique. 
Elle arbitre en 2006 plusieurs matchs de la Coupe du monde féminine. Elle est la première femme à diriger une demi-finale de cette compétition, une rencontre qui oppose l'Angleterre et le Canada.
Le 21 octobre 2007, elle reçoit le prix de la Personnalité féminine de l'année 2007 de l'IRB à Paris, pour avoir été la première femme à arbitrer un tournoi masculin international (une rencontre du championnat du monde des moins de 19 ans entre le Zimbabwe et le Canada),.
Sarah Corrigan arbitre en 2010 la finale de la Coupe du monde féminine entre l'Angleterre et la Nouvelle-Zélande au Twickenham Stoop,.